# محمد اهل شاخة
محمد اهل شاخة (بالفارسية: محمد اهل شاخه) هو مدافع كرة قدم إيراني يلعب مع نادي صنعت نفط عبادان.